# العلاقات السورية الناوروية
العلاقات السورية الناوروية هي العلاقات الثنائية التي تجمع بين سوريا وناورو.

## مقارنة بين البلدين
هذه مقارنة عامة ومرجعية للدولتين:
| وجه المقارنة                                              | سوريا                    | ناورو                              |
| --------------------------------------------------------- | ------------------------ | ---------------------------------- |
| المساحة (كم2)                                             | 185.18 ألف               | 21                                 |
| عدد السكان (نسمة)                                         | 18.27 مليون              | 10.08 ألف                          |
| الكثافة السكانية (ن./كم²)                                 | 98.66                    | 48.00 ألف                          |
| العاصمة                                                   | دمشق                     | ضاحية يارين                        |
| اللغة الرسمية                                             | اللغة العربية            | اللغة الناورونية، اللغة الإنجليزية |
| العملة                                                    | ليرة سورية               | دولار أسترالي                      |
| الناتج المحلي الإجمالي (بليون دولار)                      | 60.20 مليار              | 113.88 مليون                       |
| الناتج المحلي الإجمالي (تعادل القوة الشرائية) بليون دولار |                          | 162.98 مليون                       |
| الناتج المحلي الإجمالي الاسمي للفرد دولار أمريكي          |                          | 9.83 ألف                           |
| الناتج المحلي الإجمالي للفرد دولار أمريكي                 |                          |                                    |
| مؤشر التنمية البشرية                                      | 0.594                    |                                    |
| رمز المكالمات الدولي                                      | +963                     | +674                               |
| رمز الإنترنت                                              | .sy                      | .nr                                |
| المنطقة الزمنية                                           | ت ع م+02:00، ت ع م+03:00 | ت ع م+12:00                        |

## منظمات دولية مشتركة
يشترك البلدان في عضوية مجموعة من المنظمات الدولية، منها:
| علم المنظمة | اسم المنظمة                   | تاريخ انضمام سوريا | تاريخ انضمام ناورو |
| ----------- | ----------------------------- | ------------------ | ------------------ |
|             | يونسكو                        | 16 نوفمبر 1946     | 17 أكتوبر 1996     |
|             | الاتحاد البريدي العالمي       | ?                  | ?                  |
|             | منظمة الشرطة الجنائية الدولية | ?                  | ?                  |
|             | الأمم المتحدة                 | 24 أكتوبر 1945     | 14 سبتمبر 1999     |
|             | الاتحاد الدولي للاتصالات      | 12 يناير 1924      | 10 يونيو 1969      |
|             | منظمة حظر الأسلحة الكيميائية  | ?                  | ?                  |